# Rue des Ponchettes
La rue des Ponchettes est une voie publique de Nice (Alpes-Maritimes, Provence-Alpes-Côte d'Azur).

## Situation et accès
Située dans le Vieux-Nice, elle démarre à la fin du quai des États-Unis et au début du quai Rauba-Capeù, au pied de la colline du château, et se termine au croisement entre le cours Jacques-Chirac (n° 50) et la place Charles-Félix.

## Origine du nom
« Pounchetta » (« petite pointe » en nissard) désigne les pointes rocheuses de Rauba Capeù.

## Historique
La rue des Ponchettes est le début de l’ancien chemin des Ponchettes, le premier sentier creusé dans la roche dans les années 1770, permettait de relier la Marine (le Cours Saleya d'aujourd’hui) au port Lympia tout nouvellement creusé.
Durant  l'occupation de Nice en 1943-44, les Allemands ont entrepris de fortifier la colline du chateau. Les maisons basses faisant obstacle au tir des canons ont été abattues et des canons, installés dans le local de l'actuel ascenseur, pouvaient tirer sur toute la baie des Anges.
En juillet 1947, le compositeur niçois Henri Betti a écrit la musique de C'est si bon au 52 rue des Ponchettes.

## Bâtiments remarquables et lieux de mémoire

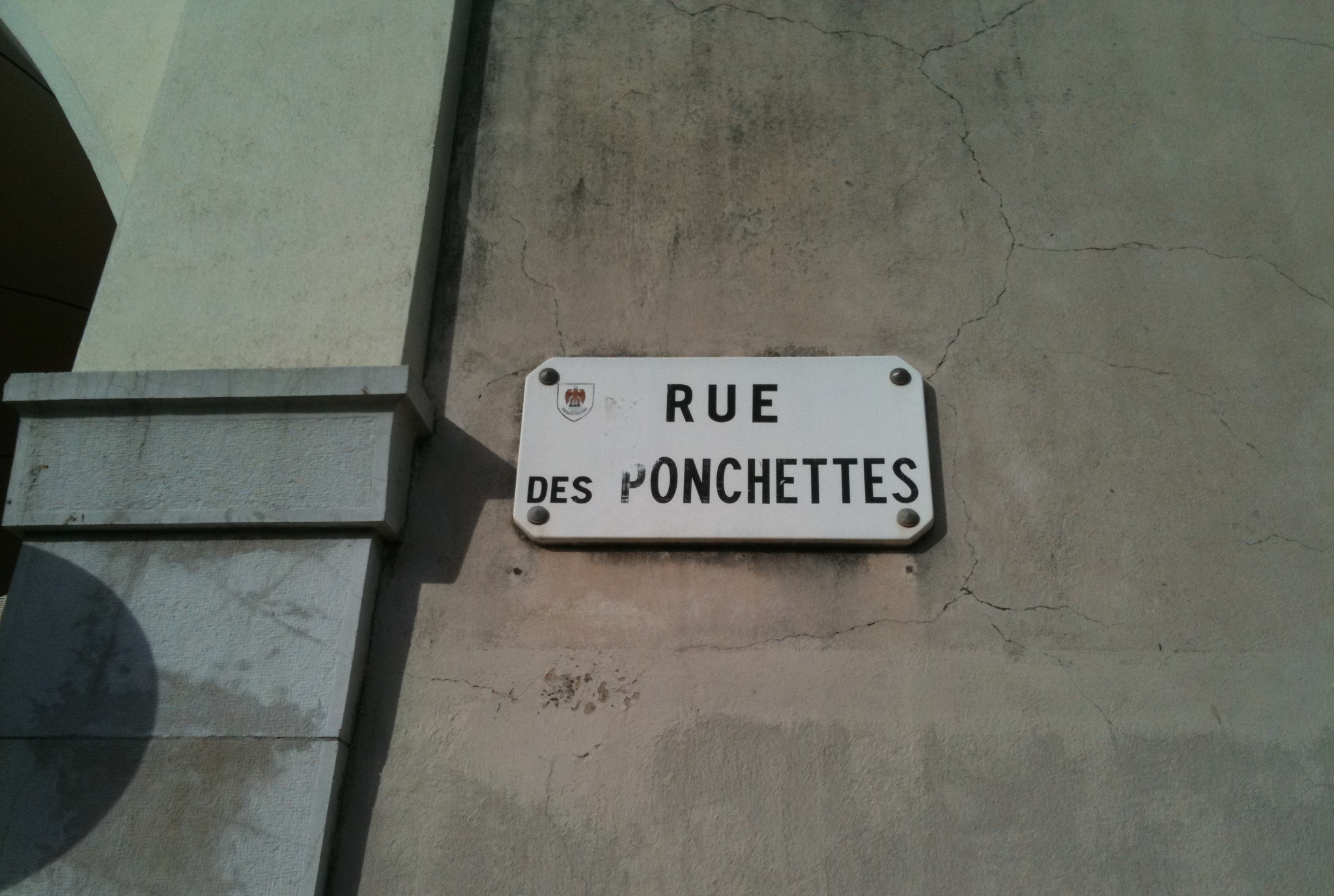
Plaque de rue.
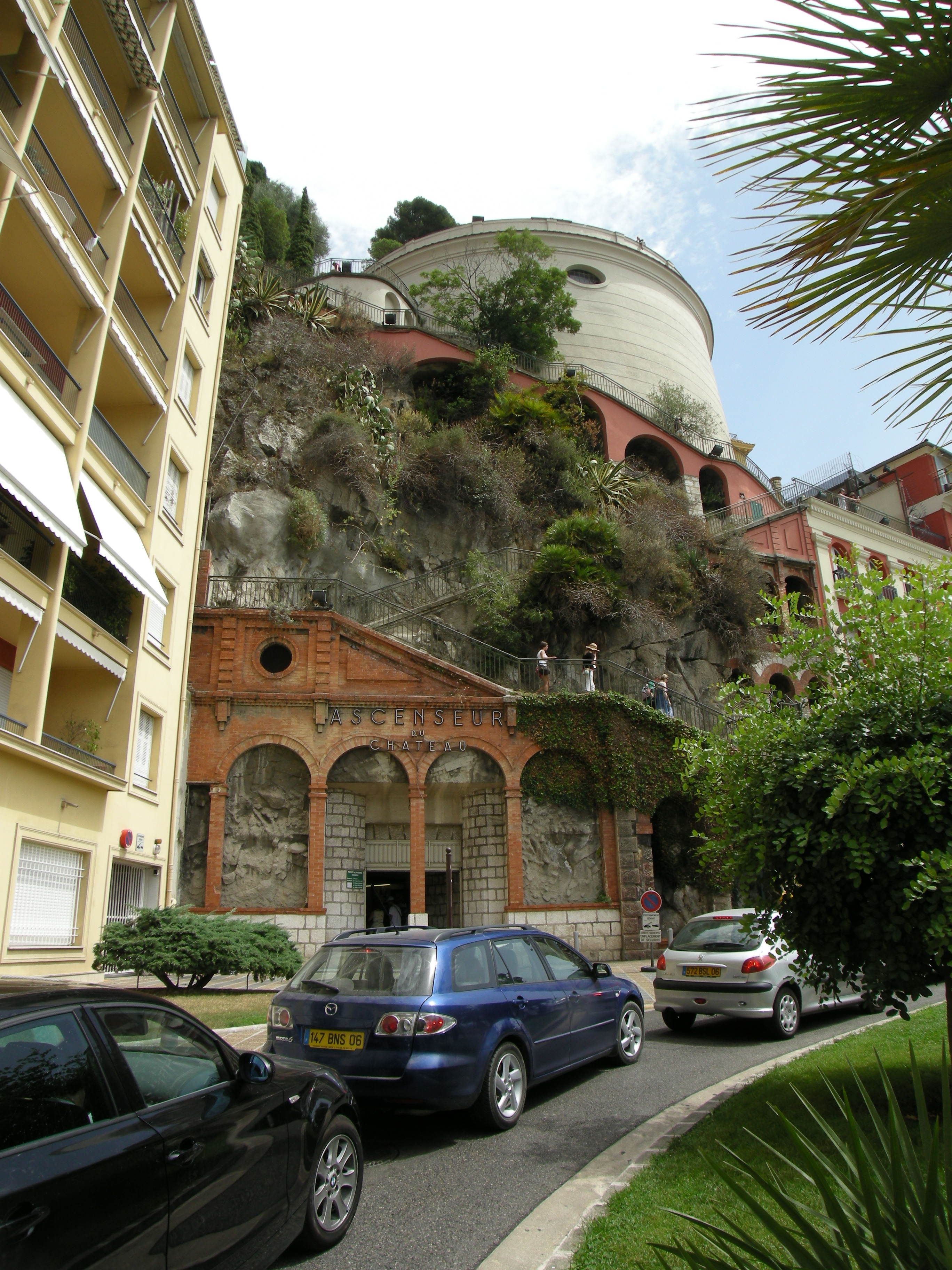
Accès à la colline par l'ascenseur du château, rue des Ponchettes.
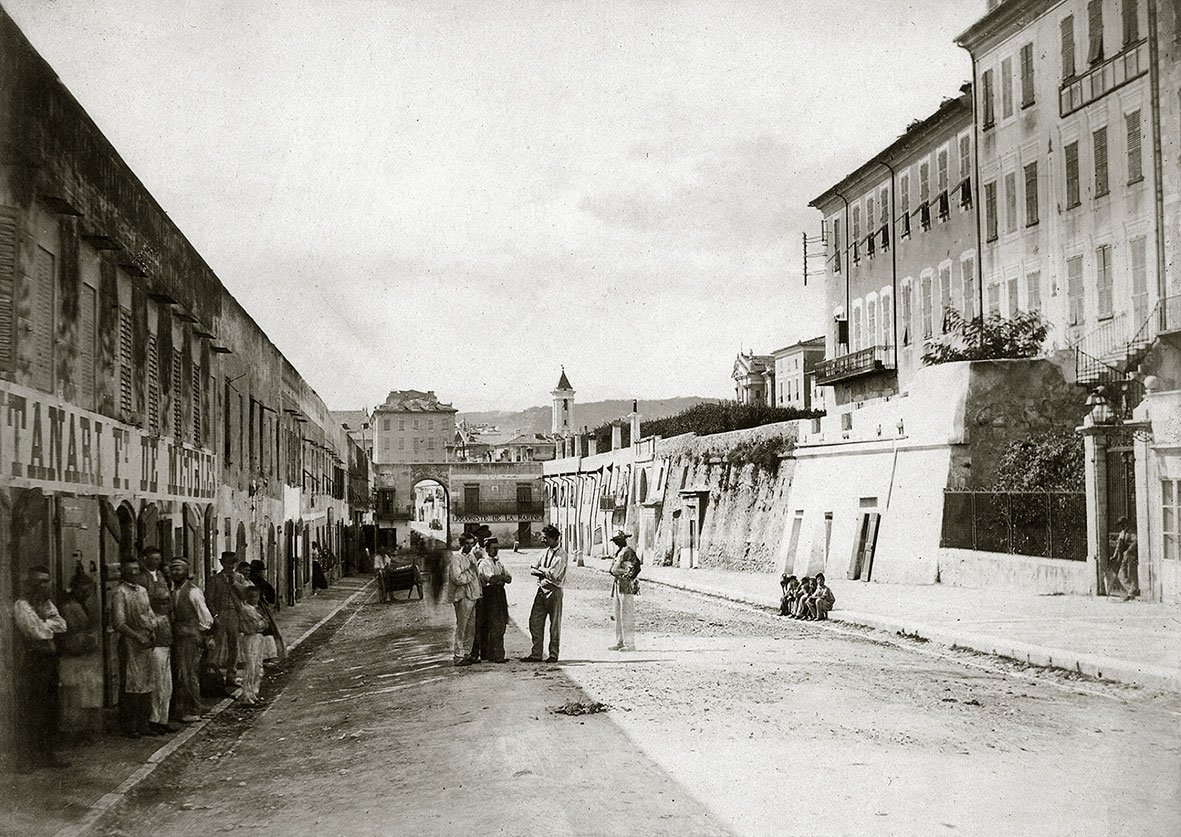
La rue des Ponchettes, vers 1865.
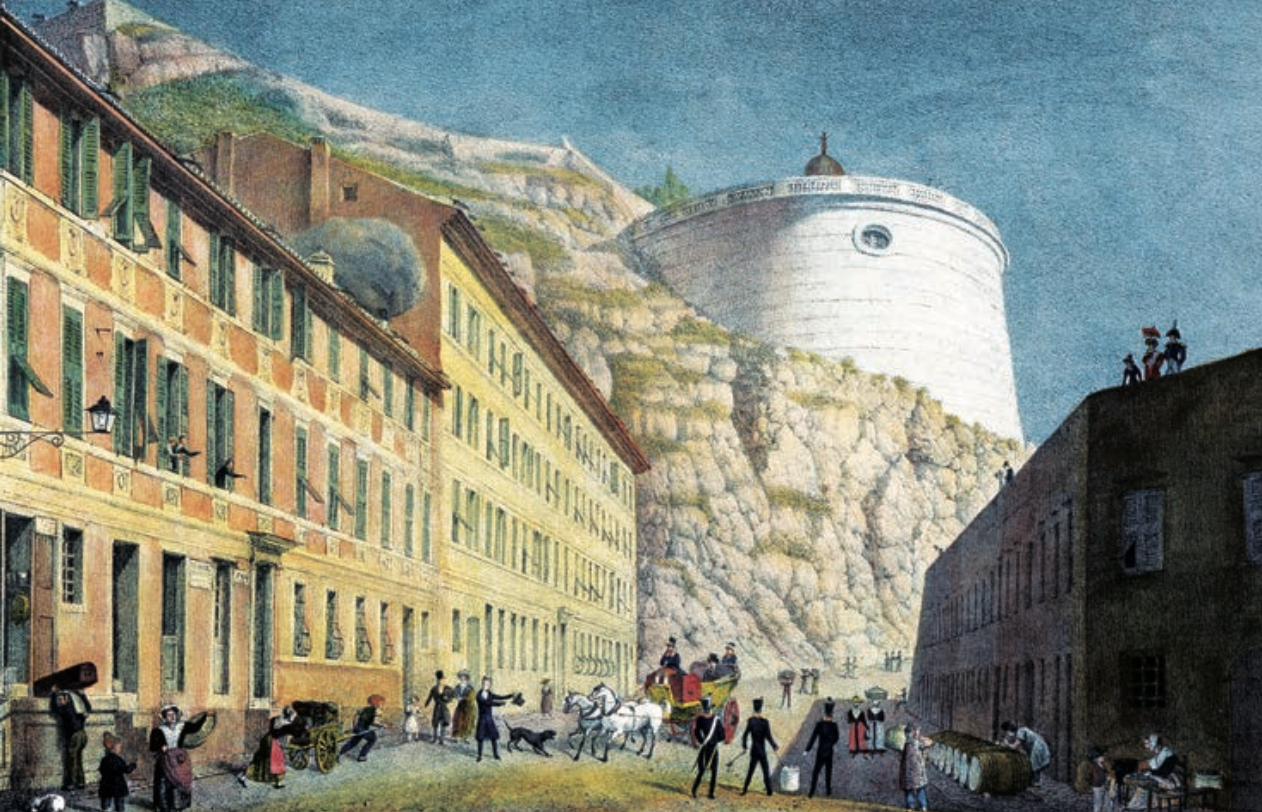
Lithographie de P-E Barberi de la Tour Bellanda.